# Alma II: Lumo
Alma II: Lumo is een compositie voor orkest van Jukka Tiensuu. Het is een vervolg op Alma I: Himo
Ook bij dit werk verschafte de componist geen enkele indicatie. Lumo kan volgens de Finstalige Wikipedia staan voor quark, dan wel een Finse rockband; het onlinewoordenboek geeft geen betekenis. Enige informatie die gegeven wordt door FIMIC, de Finse muziekcentrale, is dat het werk geschreven is op verzoek van het Tampere Philharmonisch Orkest, dat het werk ook als eerste op de lessenaar had; op 23 februari 1996 stond Tuomas Ollila op de bok. Tiensuu speelde zelf mee op de samplekeyboards. Na twee jaar volgde Alma III: Soma.

## Orkestratie
- 2 dwarsfluiten, 2 hobo’s, 3 klarinetten, 2 fagotten
- 2 hoorns, 2 trompetten, 3 trombones, 1 tuba
- 3 man / vrouw percussie, keyboard sampler
- violen, altviolen, celli en contrabassen.

## Sfeertekening
Het eendelig werk valt in drie secties uiteen, al zal de componist dat direct weer tegenspreken (hij laat zich nooit uit over zijn werken). Het eerste is een langdurige serie klanken in het hoge register, met name hobo en dwarsfluiten laten de muziek zweven en er ontstaat een soort meditatie; Alan Hovhaness gebruikte daarvoor dezelfde methode. Plots is het afgelopen en de muziek daalt in korte tijd af naar de onderste regionen van de contrabassen. Vervolgens veert de muziek op en komt uit op een gemiddelde toonhoogte.

## Discografie
- Uitgave Alba Records Oy : Susanna Mälkki met het Tampere Philharmonisch Orkest; een opname uit 2005.